# الكسندر بوغ
الكسندر بوغ (بالنرويجية البوكمول: Alexander Bugge)‏ هو بروفيسور ومؤرخ نرويجي، ولد في 30 ديسمبر 1870 في كريستيانية في النرويج، وتوفي في 24 ديسمبر 1929 في كوبنهاغن في الدنمارك.